# The Lieutenant Wore Skirts
The Lieutenant Wore Skirts is een Amerikaanse filmkomedie uit 1956 onder regie van Frank Tashlin. Destijds werd de film in Nederland uitgebracht onder de titel De luit droeg een rokje.

## Verhaal
Gregory Whitcomb heeft een verleden als militair, maar hij werkt nu als scenarist. Ook zijn vrouw Katy diende toen in het leger. Door een gebrek aan bekwaam personeel bij het leger worden ze beiden weer opgeroepen. Gregory zelf wordt om gezondheidsredenen afgekeurd, maar tot zijn ontzetting wordt zijn vrouw wel opnieuw aangeworven.

## Rolverdeling
| Acteur              | Personage               |
| ------------------- | ----------------------- |
| Tom Ewell           | Gregory Whitcomb        |
| Sheree North        | Luitenant Katy Whitcomb |
| Rita Moreno         | Sandra Roberts          |
| Rick Jason          | Kapitein Barney Sloan   |
| Les Tremayne        | Henry Gaxton            |
| Alice Reinheart     | Kapitein Grace Briggs   |
| Gregory Walcott     | Luitenant Sweeney       |
| Jean Willes         | Joan Sweeney            |
| Edward Platt        | Majoor Dunning          |
| Jacqueline Fontaine | Blondje                 |
| Michael Ross        | Militaire politieman    |
| Arthur Q. Bryan     | Mijnheer Curtis         |
| Keith Vincent       | Loopjongen              |
| Janice Carroll      | WAAF-sergeant           |
| Ralph Sanford       | Portier                 |